# 刘晓华
刘晓华（1959年10月—），男，汉族，四川绵阳人，中华人民共和国政治人物。中央党校经济管理专业毕业。曾任中共攀枝花市委副书记、市长，第十一届全国人民代表大会四川地区代表。

## 生平
2008年当选为第十一届全国人大代表。